# Ninja Boy
Ninja Boy (伊賀野カバ丸?, Igano Kabamaru) è un manga realizzato da Yu Azuki da cui è stato poi tratto un anime e un film.
La storia narra delle bizzarre avventure del giovane ninja Kagemaro, soprannominato "Kabamaru" ("bocca da ippopotamo") per via del suo insaziabile appetito, il quale deve adattarsi alla vita di città dopo aver passato tutta l'infanzia sulle montagne in condizioni semiselvatiche. Il cognome "Igano" contiene un gioco di parole poiché può significare "da Iga", dove Iga è una delle antiche province del Giappone nonché il luogo di provenienza del protagonista.
L'anime è stato originariamente trasmesso in Giappone tra il 20 ottobre 1983 e il 29 marzo 1984, per un totale di 24 episodi, mentre in Italia è giunto come Ninja Boy nel 1988.
Sempre nel 1983 è inoltre stato girato un film live action, diretto da Suzuki Norifumi e con Akira Kurosaki nella parte di Kabamaru.

## Media

### Manga
Il manga è stato creato da Yu Azuki e serializzato dal 1979 al 1981 sulla rivista Bessatsu Margaret edita da Shūeisha. In seguito, i vari capitoli sono stati raccolti in undici volumi tankōbon.
In Italia è inedito.

### Anime
Un adattamento anime è stato prodotto da Group TAC e Toho e trasmesso da Nippon Television dal 20 ottobre 1983 al 29 marzo 1984.
In Italia è stato trasmesso su Rete A nel 1988 e in seguito è stato replicato raramente sui circuiti Odeon TV e Junior TV e alcune reti locali. Nel 1991 la serie è stata distribuita in 12 VHS per il noleggio dalla Avo Film. Nel marzo 2019, dopo una lunga assenza, è stata replicata con il titolo Sei forte Ninja Boy nel contenitore Contactoons in onda sulla syndication Universe, con una prima sigla italiana cantata da Santo Verduci. La serie è presente sul canale ufficiale YouTube Contactoons.

#### Episodi
| Nº | Titolo italiano Giapponese 「Kanji」 - Rōmaji                                                                       | In onda          | In onda |
| Nº | Titolo italiano Giapponese 「Kanji」 - Rōmaji                                                                       | Giapponese       |         |
| 1  | Ricordando il primo amore 「面白まじめジャ忍者参上」 - Omoshiro majime ja ninja sanjō                               | 20 ottobre 1983  |         |
| 2  | Il primo giorno di scuola per Kabamaru 「思いがけずに人気者!?」 - Omoigakezu ni ninkimono!?                         | 27 ottobre 1983  |         |
| 3  | Spaghetti cinesi 「ファイト一発!ヤキソバD」 - Fight ippatsu! Yakisoba D                                             | 3 novembre 1983  |         |
| 4  | Cosa fa fare l'amore 「スイート麻衣せんカバ丸君」 - Sweet Mai sen Kabamaru-kun                                      | 10 novembre 1983 |         |
| 5  | Una proposta interessante 「目白発見伝」 - Mejiro hakken den                                                        | 17 novembre 1983 |         |
| 6  | La sorpresa di Kaori 「思い悩んで変身ゲーム」 - Omoinayande henshin game                                            | 24 novembre 1983 |         |
| 7  | Il maratoneta 「焼きそばランナーの孤独」 - Yakisoba runner no kodoku                                                | 1º dicembre 1983 |         |
| 8  | Chi trova un fratello trova un tesoro 「外伝!忍びの里の二人」 - Gaiden! Shinobi no sato no futari                   | 8 dicembre 1983  |         |
| 9  | L'erba del vicino è sempre più verde 「魅せます!くの一かおる」 - Bakasemasu! Kunoichi Kaoru                         | 15 dicembre 1983 |         |
| 10 | Lo strano caso di May e della signora Matsuno 「聖夜のジクソー・ラブ」 - Seiya no jigsaw rabu                       | 22 dicembre 1983 |         |
| 11 | Kabamaru lo stregone 「秘伝!生き返りの妙薬」 - Hiden! Ikikaeri no myōyaku                                           | 29 dicembre 1983 |         |
| 12 | Il grande giorno di Kabamaru 「どっきり・ザ・ガードマン」 - Dokkiri the guardman                                    | 5 gennaio 1984   |         |
| 13 | Kabamaru e le tecniche ninja 「ベッドで沈寝を抱かないで」 - Bed de Shizune o idakanaide                             | 12 gennaio 1984  |         |
| 14 | Amico ritrovato 「めぐり逢いスターライト」 - Meguriai Starlight                                                     | 19 gennaio 1984  |         |
| 15 | Una giornata in montagna 「アキレチック・IN・伊賀」 - Akirechikku in Iga                                            | 26 gennaio 1984  |         |
| 16 | Il grande incontro 「忍びの里の兄弟仁義」 - Shinobi no sato no kyōdai jingi                                         | 2 febbraio 1984  |         |
| 17 | È arrivata la bufera 「悩みます・麻衣・LOVE」 - Nayamimasu Mai Love                                                 | 9 febbraio 1984  |         |
| 18 | La grande sfida 「嵐を呼ぶ男!」 - Arashi wo yobu otoko!                                                             | 16 febbraio 1984 |         |
| 19 | Chi sarà l'uomo che controlla il liceo Kingyouku? 「麻衣の探偵物語」 - Mai no tantei monogatari                     | 23 febbraio 1984 |         |
| 20 | Il mistero di Saizo 「㊙初恋!ラン・スー表」 - Maruhi hatsukoi! Ran Sū hyō                                           | 1º marzo 1984    |         |
| 21 | Kabamaru il migliore 「秘術!焼きソバ野球の怪」 - Hijutsu! Yakisoba yakyū no kai                                     | 8 marzo 1984     |         |
| 22 | Cestino di May o ristorante con Shizune? Questo è il dilemma 「嵐の麻衣ジャック」 - Arashi no Mai Jack              | 15 marzo 1984    |         |
| 23 | Il grande mistero di Kabamaru e dell'ombroso Hayate 「夜霧の対決!男のケジメ」 - Yogiri no taiketsu! Otoko no kejime | 22 marzo 1984    |         |
| 24 | Addio Kabamaru 「いわゆるひとつのサヨナラDAY」 - Iwayuru hitotsu no Sayonara Day                                    | 29 marzo 1984    |         |